# 寒河江荘
寒河江さがえ荘しょう（さがえのしょう）は、出羽国村山郡（現在の山形県西村山郡および寒河江市）にあった摂関家の荘園。

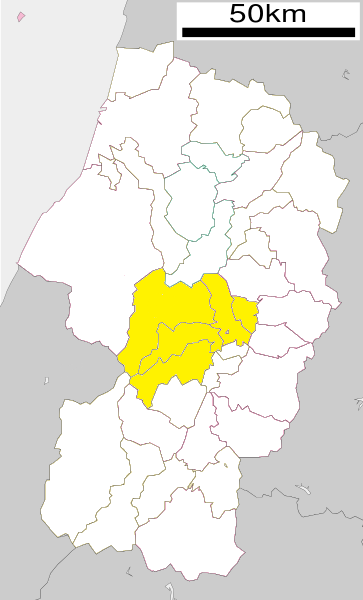
寒河江荘

## 概要

### 前史
寒河江荘が存在した地域は、7世紀末ごろ道奥国（陸奥国）に編入され、和銅5年（712年）新たに成立した出羽国の最上郡（現在の村山地方・最上地方）となった。仁和2年11月11日（886年12月10日）最上郡が2郡に分割され村山郡長岡郷に属すようになる。承平年間（931年～938年）成立の和名類聚抄においても村山郡長岡郷が見える。

### 成立
寒河江荘の名が記録に初めて現れるのは、准后藤原忠実の日記『殿暦』で天仁3年（1110年）の事である。また、同じ『殿暦』で天仁2年（1109年）に「寒河江黒栗毛余馬」との記載もあり、白河上皇を迎えて行われた競馬に出走させた馬の事である。これらの記事から、寒河江荘は12世紀の初頭には摂関家領荘園として成立していた。建長5年（1253年）に書かれた『近衛家所領目録』（近衛家文書）によると、「出羽国（村山郡）寒河江年貢沙汰成賢　京極殿領内」（京極殿：関白藤原師実）とあり、また「宇治殿領事 平等院領外稱／京極殿領是也」とあり、宇治殿（准后藤原頼通）（990年～1074年）の時代まで遡るようである。延久の荘園整理令によれば、寛徳2年（1045年）以後の新設荘園は停止することとあり、これ以前には成立していたとも考えられる。

### 荘域
古代村山郡の南西部、長岡郷・大山郷を含んで、現在の村山盆地の北西部、最上川の北西の平野と山間部に広がると考えられる。おおよそ、現在の寒河江市・村山市の最上川西岸と西村山郡の河北町・西川町・大江町・朝日町を含む地域で構成される。ただし、『長願寺文書』や『長楽寺文書』によると現在の河北町谷地の一部は小田島荘に入っていたようである。

### 平安時代、鎌倉時代
藤原頼通から師実・師通・忠実と伝領された寒河江荘には、藤原氏の権勢を背景に天皇の勅願寺として慈恩寺の再建がなされた。平安時代の中心的な集落は落衣（寒河江市落衣）が知られ、落衣長者屋敷跡の周辺は落衣千軒と呼ばれる繁栄を見せたという。また、実相院、巨海院、無量院などが長者屋敷を中心として配置された。
保元の乱を経て忠通に受け継がれ、基実から一時平盛子の預かりとなり、盛子の死後は後白河院の預かりともなったが基通に受け継がれ鎌倉時代に入る。『近衛家所領目録』（近衛家文書）によると、寒河江荘は「請所」すなわち、在地領主を請所として一定の得分権、年貢収納権をもつ所領として記載されている。鎌倉時代の請所は文治5年1189年地頭に補任された大江氏である。大江氏は長岡山に観音及び八幡神を勧請するとともに荘内に居館の整備を進め、寒河江荘の中心はやがて落衣から寒河江（寒河江市丸内など）へと移っていく。
建久3年（1192年）地頭職は惣領である大江親広に相続され、以後親広の子孫（寒河江氏）に相続されていくが、鎌倉時代には寒河江川北岸地域が北条氏領となる（北寒河江荘）。北寒河江荘のうち五ヶ郷（吉田・堀口・三曹司・両所・窪目）の地頭職は北条時宗の正室覚山尼によって鎌倉円覚寺に寄進されたという。一方荘園主は基通以後、家実・兼経・基平と伝領された。
寒河江市の慈恩寺は寺伝によれば、鳥羽上皇の勅宣により天仁元年(1108年)および仁平年間（1151年～1153年）に再建されたとあり、また文治元年(1185年)後白河法皇の院宣と源頼朝の下文により、瑞宝山の山号を賜っている。これは、寒河江荘の荘園主が藤原摂関家であった影響と考えられる。

### 南北朝時代、室町時代
鎌倉幕府が倒れ無主となった北寒河江荘は、南朝側についた寒河江氏が支配したが、北朝の足利尊氏や足利義詮は幾度となく奪還の命を奥州管領らに指示している。鎌倉円覚寺の『吉田方領家年貢返抄』によれば、北寒河江荘の円覚寺領5ヶ郷は室町初期まで荘園として京に貢納していたことがわかる。
寒河江氏により寒河江城が拡張整備され、寒河江川からの用水がひかれるようになると、灌漑を利用して扇状地の開拓が進展した。また、柴橋地域の湿地帯においても、沼川を利用した排水路の開削がなされ干拓が行われた。

### その後
永正15年（1518年）の「慈恩寺金堂造営勧進状」に羽州村山郡寒河江庄慈恩寺とあるのを最後に寒河江荘は姿を消した。荘園としての機能を失い、大江氏の一族である寒河江氏・左沢氏・溝延氏・白岩氏などが立った。また北寒河江荘には小田島荘を追われた中条氏が入るが、戦国時代には中条氏が断絶し白鳥氏が谷地城に入る。彼らは国人領主として縁戚関係を結びながら寒河江荘に割拠するが、戦国末期に最上氏により滅ぼされた。

## 特産物
- 金：荘内を流れる寒河江川から産出したという。
- 馬：前述の『殿暦』にも見えるように馬の産地であった。
- 窯業：発掘調査により、平野山地域に広大な窯跡群が存在したことが知られている[11]。

## 発掘調査
荘園が存在した時代に該当する域内遺跡を以下に挙げる。
- 高瀬山遺跡群（縄文～中世）
- 高瀬山K遺跡（奈良～平安）
- 落衣長者屋敷遺跡（平安～中世）
- 三条遺跡（縄文～弥生・平安）
- 柴橋窯跡（平安）
- 高松I・III・IV遺跡（縄文・平安）
- 平野山古窯跡群（奈良～平安）
- 平塩経塚（鎌倉～室町）